# Loris Cecchini
Loris Cecchini (Milano, 7 maggio 1969) è un artista italiano.

## Attività
Nato a Milano nel 1969, Loris Cecchini vive e lavora a Milano.
Ha esposto le sue opere in tutto il mondo con mostre personali in prestigiose istituzioni museali, tra cui il Palais de Tokio(2001, 2005, 2007), Musée d'Art Moderne di Saint-Etienne Métropole  (2010), il MoMA al PS1 di New York (2006), il Shanghai Duolun MoMA di Shanghai (2006), il Casal Solleric Museum di Palma di Maiorca, il Centro Galego de Arte Contemporanea a Santiago de Compostela, la Kunstverein di Heidelberg, Quarter di Firenze, Il Centro per l'Arte Contemporanea Luigi Pecci di Prato (2009), Fondazione Arnaldo Pomodoro (2014), Invito 2020, Premio ACACIA, Museo del novecento, Milano, Italia (2020).
Loris Cecchini ha partecipato a numerose esposizioni internazionali tra cui la 56esima , la 51 esima  and the 49 esima Biennale di Venezia (2001, 2005, 2015),  la Biennale di Shanghai  (2006, 2012), la 15 esima  e la 13 esima Quadriennale di Roma, la Biennale di Taiwan a Taipei, la Biennale di Valencia in Spagna (2001), la 12 esima Biennale Internazionale di Scultura di Carrara, il Ludwig Museum a Colonia, Palazzo Fortuny a Venezia, Macro Future a Roma, Eyes of the City, Ascending Cities’ section, Biennale of Urbanism/Architecture (UABB), Shenzhen, Cina (2019).
Ha partecipato a numerose mostre collettive in tutto il mondo tra cui il Ludwig Museum di Colonia, il PAC di Milano, Palazzo Fourtuny a Venezia, Macro Future a Roma, MART di Rovereto, alla Hayward Gallery di Londra, The Garage Centre for Contemporary Culture Moscow, Palazzo delle Esposizioni di Roma, il Musée d'Art Contemporain di Lione, il MOCA di Shanghai, la Deutsche Bank Kunsthalle di Berlino, Voorlinden Museum, Olanda e altre ancora.
Ha realizzato varie installazioni permanenti e site-specific, in particolare a Villa Celle a Pistoia e nel cortile di Palazzo Strozzi a Firenze, alla Fondazione Boghossian di Bruxelles e per il Cleveland Clinic's Arts & Medicine Institute negli Stati Uniti, a Les Terrasses Du Port di Marseille, Shinsegae Hanam Starfield a Seoul e recentemente con il Museo Pecci di Prato sulla facciata della Biblioteca Lazzerini di Prato, un palazzo del governo di Beijing in Cina e nel The Tata Innovation Center di New York, a Palazzo Collicola, Spoleto, Italia.
È stato incaricato dal Comune di Siena di dipingere il drappellone del Palio straordinario per il nuovo millennio del 9 settembre 2000, vinto poi dalla Contrada della Selva.

## Opere

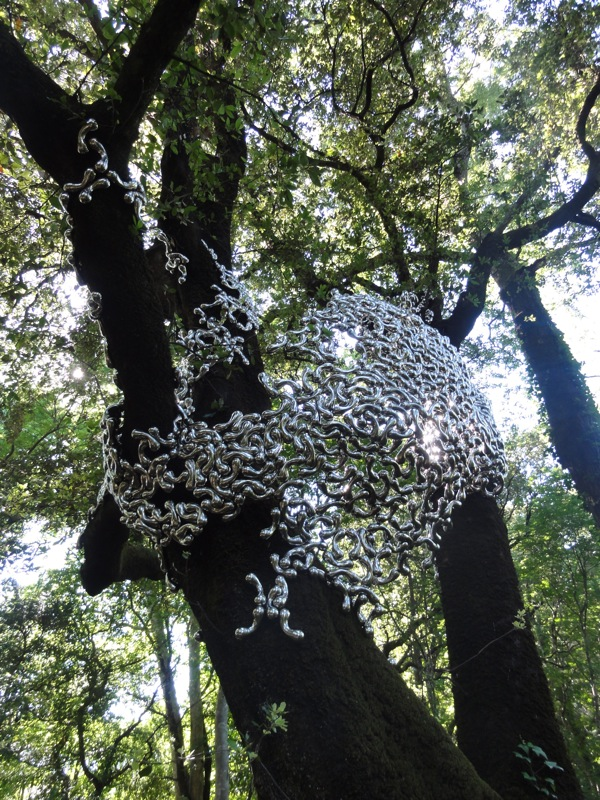
The Hand, the Creatures, the Singing Garden 2012

Le sculture in gomma uretanica Stage evidence sono definite dall'artista "non-sculture". Oggetti d'affezione che per le loro caratteristiche di deformazione, inconsistenza e paradosso si fanno riguardare come soggetti, entrando in relazione con la nostra memoria e la nostra esperienza di questi. Non sono più oggetti, non sono più nulla.
L'opera BBBreathless 2001, esposta alla 49ª Biennale di Venezia a cura di Harald Szeemann, nasce da un progetto di mostra sulla pena di morte, in occasione della ricorrenza dell'abrogazione di questa nell'Italia del XVIII secolo. 
Il lavoro è la copia di una cella singola (dimensioni:cm 350 x 220 x 200), replicata nella sua forma esterna. La struttura esterna in gomma delle pareti, viene ritmicamente modificata da apparecchiature nascoste: tramite queste l'insufflaggio alternato di aria provoca il movimento delle pareti, causando una espansione e una contrazione della cella. Tale movimento dà luogo ad una sorta di " respirazione" della stanza che rimane comunque inaccessibile nel suo interno.
Monologue Patterns (Reading Books in the Park) 2004, collocata in un giardino pubblico a Gallarate, nella collezione permanente della Galleria Civica d'Arte Moderna, segna un punto di svolta. 
Una capsula su un albero, con la possibilità per il pubblico di salirvi e di soffermarsi su libri di arte poesia e architettura selezionati dall'artista. 
Lo spazio privato di un piccolo ambiente caleidoscopico è sospeso, ma contemporaneamente ancorato nella presenza fortissima dei grandi rami dell'albero che passano all'interno. 
La matrice più architettonica dell'opera porta a pensare a delle forme che diventano luoghi praticabili ma al tempo stesso si manifestano come elementi sospesi appartenenti più ad una sfera privata ed emotiva. L'artista invita lo spettatore ad entrare nella materia del desiderio, del sogno, in un territorio legato al gioco e alla leggerezza.
L'immaginario ritratto nella serie fotografica No casting o nella serie The painted distances, sfidano la percezione dello spettatore ponendolo di fronte a momenti della vita quotidiana, soggetti o oggetti di uso comune, che si collocano in una visione modificata.
Temi centrali sono lo spaesamento della nostra esistenza postmoderna. L'artista si interroga sulla difficile relazione tra automazione, tecnologia industriale e i ritmi naturali.
La serie Wallwave Vibrations, sono opere dalle forme morbide, fluide, senza spigoli. 
Forme che si avvicinano alla natura, invadono la parete e la assorbono fino a renderla parte integrante dell'opera stessa. Opere che tendono a destabilizzare, la percezione del mondo fisico, tra reale e illusione, tangibile e intangibile, presente e assente.
Nelle opere più recenti come The developed seed, Waterbones, Arborexence, l'artista focalizza principalmente la sua ricerca sul concetto di “modello diagrammatico”.
Attraverso moduli in acciaio da lui disegnati, prodotti industrialmente, realizza installazioni ambientali, site specific, che si articolano tramite la concatenazione del singolo modulo.
Partendo dall’osservazione scientifica della natura, studiando la configurazione di certi fenomeni e l’ingegneria che la sorregge, l’artista scruta le profondità del mondo fisico, giungendo a delle creazioni pure ed essenziali, individuando infine nell’energia, nei legami e nel moto perenne l’estrema sintesi del reale. L’interesse si concentra su codici e corrispondenze che sorreggono la struttura di atomi e particelle subatomiche, legami chimici e reti di spin, frattali e progressioni rizomatiche. Nel singolo modulo in acciaio degli Waterbones l’artista individua una matrice archetipica, una forma astratta della natura, che si propaga in maniera germinale nello spazio e che richiama, con la sua forma tripartita, la morfologia di un barione a 3 quark, uno dei tasselli fondamentali della fisica quantistica. Attraverso l’indagine del mondo microscopico, supportato da elaborazioni grafiche digitali e dalla più moderna tecnologia, l’artista ci restituisce attraverso la sua opera una visione aumentata della fenomenologia della natura.

"L'immaginario implicato è quello scientifico, con accentuazioni tecnologiche non esibite. Cecchini adotta meccanismi come la moltiplicazione cellulare e l'espansione progressiva in un clima che l'acromatismo insistito priva di ogni tentazione sensuosa."
Elemento di partenza sono le relazioni che intercorrono, a partire da un elemento modulare, che regola lo sviluppo dell'installazione. L'output visivo di questa indagine è un processo mobile, intrinsecamente dinamico e aperto.
Loris Cecchini si cimenta nella creazione di forme organiche, enigmatiche,  che imitano la natura ma al tempo stesso la distorcono. 
Fonte di ispirazione, sono il suo interesse per le forme organiche della natura che si riflette nella elaborazione di forme biomorfe, che producono sculture organiche.

## Premi
2020 – Premio ACACIA, Italia
2014 Premio Arnaldo Pomodoro per la scultura, Milano
2014 ArtPrize USA: shortlist for a juror award, USA
2011 Premio Moroso, Monfalcone
2006 Premio Francesca Alinovi, Bologna
2005 –Premio Agenore Fabbri e VAF Foundation, Italy
2005 – PARC Young Art Prize 2004/2005 (DARC, MAXXI, Biennale di Venezia)